# Stadshagen
Stadshagen är också en stadsdel i Borgå, Finland
Stadshagen är en stadsdel i Stockholms Sankt Görans distrikt på den nordvästra delen av ön Kungsholmen i Stockholms innerstad. Stadsdelen gränsar till stadsdelarna Kungsholmen genom Mariebergsgatan och Igeldammsgatan; Kristineberg genom Lindhagensgatan; Marieberg genom Drottningholmsvägen samt till Huvudsta i Solna kommun genom Karlbergskanalen.
Stadsdelen bildades 1935. Stadshagen tillhör Kungsholmens stadsdelsområde.

## Historik

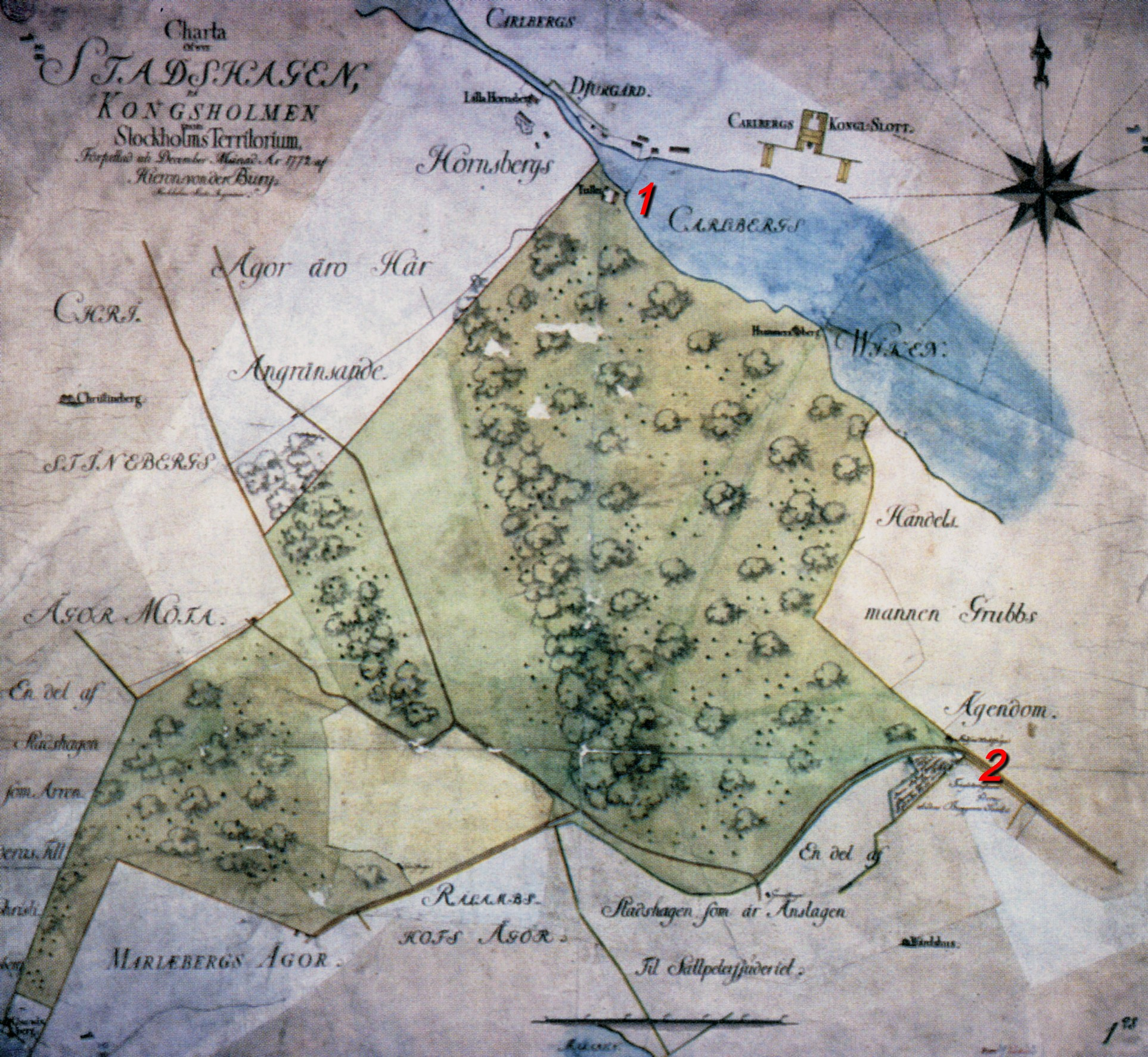
Stadshagen 1772, nr. 1 avser Västra sjötullen, nr. 2 avser Kungsholmstullen.

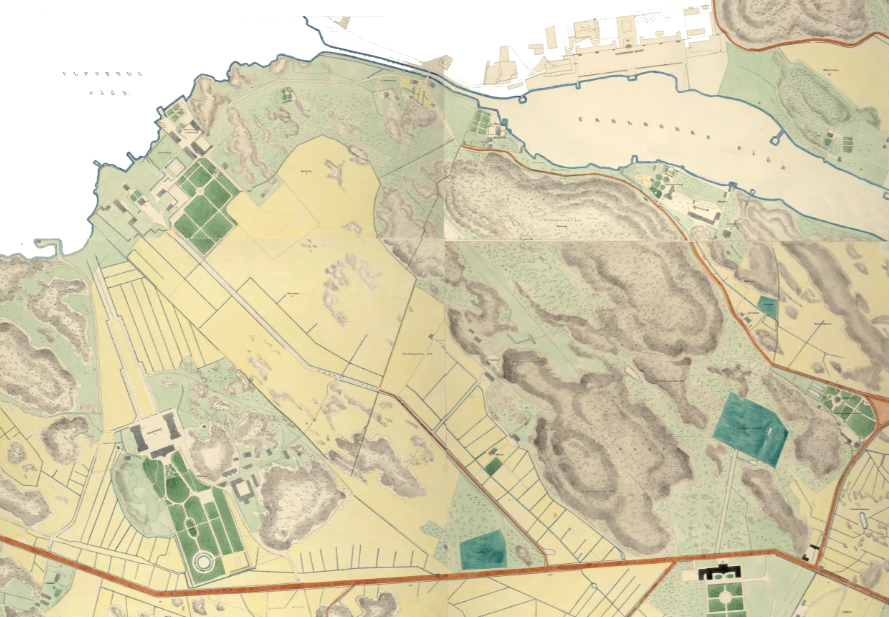
Stadshagen och Hornsberg på 1860-talet.

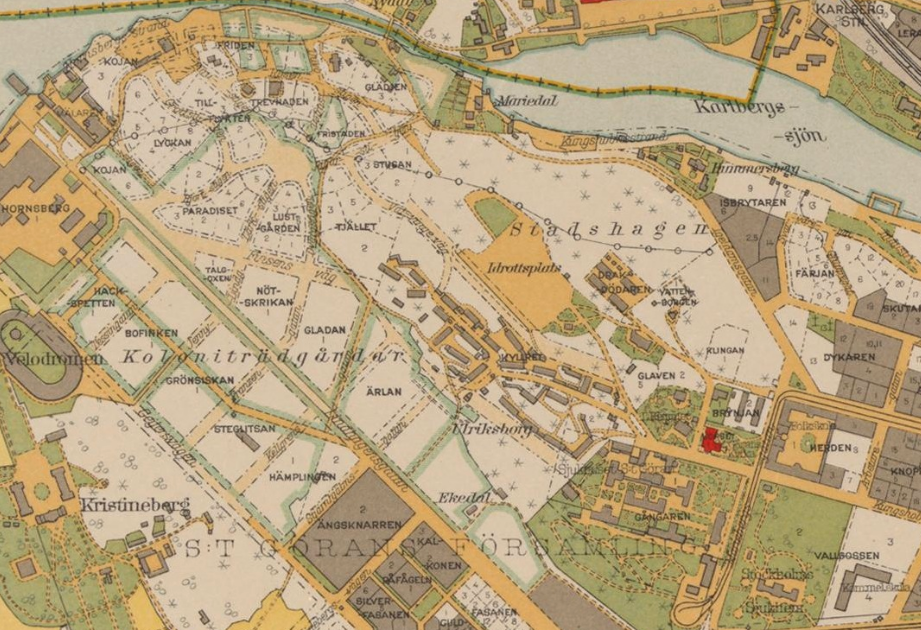
Stadshagen och omgivning på 1920-talet.

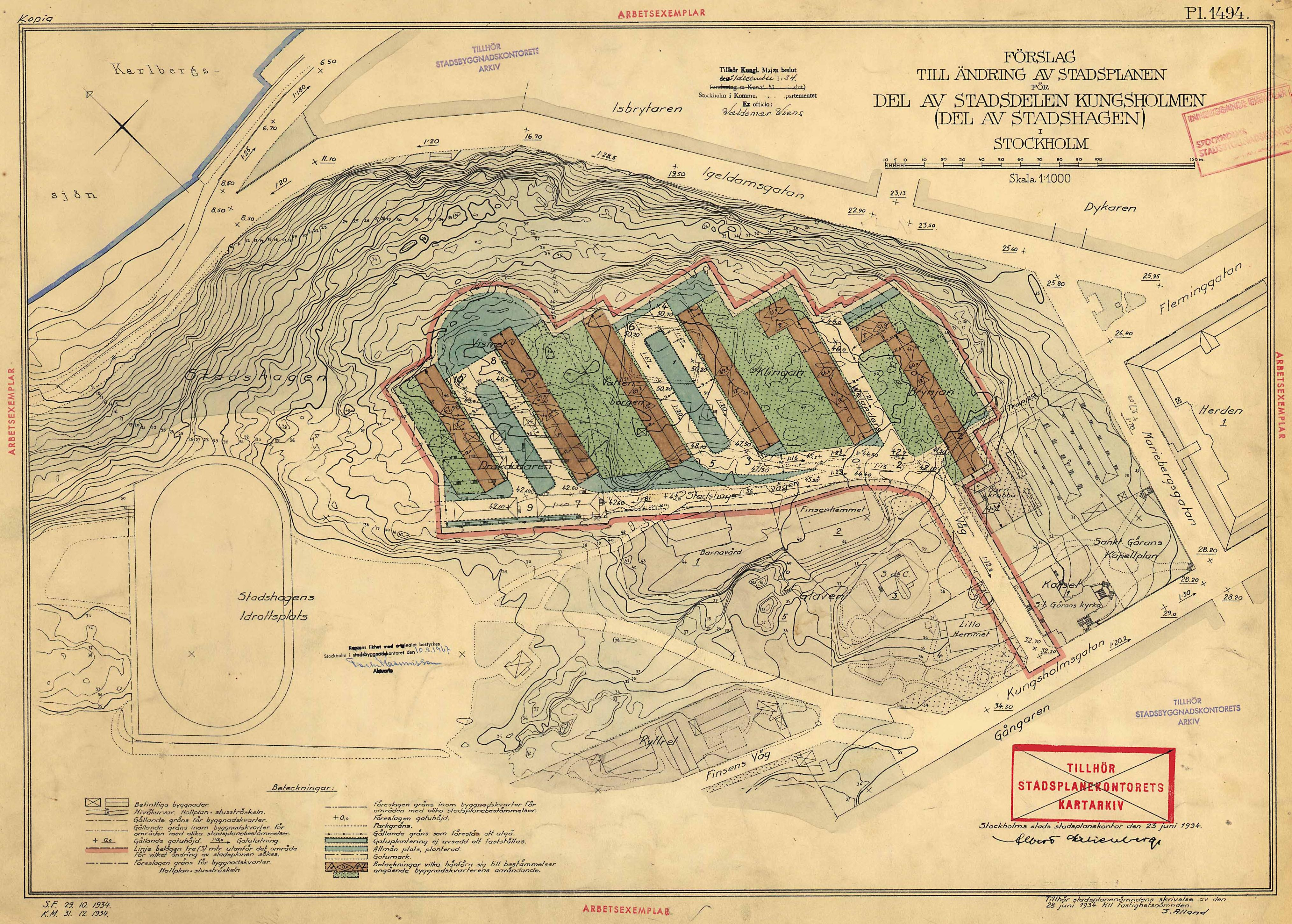
Stadsplan från 1934.

Stadshagen omnämns under 1600-talet som Stadens mulbete och senare Stadens hage och Stadshagen. Stockholm fick privilegiet att använda detta stora obebyggda område till kreatursbete, trots att det inte ingick i donationerna på 1640-talet då staden fick den östra delen av ön Kungsholmen. När man år 1796 styckade stora delar av Stadens hage i odlingslotter blev man varse om att området redan var utnyttjat då gödselpriset i staden trefaldigades.
Stadsdelen var länge en lantlig del av stadens utkant. Här fanns ett par större bondgårdar, Ekedal och Ulriksborg. Stora Hornsberg var en ståtlig byggnad som uppfördes vid Ulvsundasjöns strand i mitten på 1600-talet. Där har sedan legat både bomullsfabrik och sockerbruk. På 1890-talet byggdes Stora Bryggeriet på denna plats. 
På 1863 års karta över Stockholm framgår att det fanns två kyrkogårdar, en låg ungefär där Sankt Görans sjukhus byggdes på 1880-talet och den andra var en kolerakyrkogård vid dagens Lindhagensgatan. Så sent som i oktober 2007 hittades människoben i samband med byggarbeten vid Lindhagensgatan. De låg på flera meters djup och de kom troligen från denna kolerakyrkogård.
Öster om Stadshagsberget sträckte sig landsvägen fram mot Hornsberg. Vägen kallas sedan 1885 Igeldammsgatan efter de dammar där Apotekarsocieteten hade sin odling av blodiglar. År 1835 utplanterade man 40 000 blodiglar där.
Genom bostadsbristens Stockholm på 1890-talet samlades här ett flertal fattiga, bostadslösa och lösdrivare som inte hade en bostad någon annanstans i staden. I bergssvackorna byggde de sig torftiga skjul av allsköns bråte och spillvirke - utan fönster och uppvärmning - för att ha någonstans att bo. Stadshagen omtalades in på 1900-talets början som "en av de ödsligaste och torftigaste partierna av stadens utkanter".
Trakten blev även till utflyktsmål för Kungsholmens arbetarfamiljer. Här kunde de komma ut till friska luften med matsäck, filtar och musikinstrument. Den lantliga trakten föranledde Tomt AB Hornsberg att 1876 förvärva mark för att några år senare anlägga Hornsbergs villastad. Men blev aldrig någon framgång, mycket beroende på all fattigdom och fabriker i omedelbar närhet och bolaget lyckades inte sälja en enda tomt. Idag påminner bara några av de romantiska kvartersnamnen om Hornsbergs villastad.
I Stadshagen finns Karlbergs-Bro koloniförening, ett av stadens äldsta koloniträdgårdsområden, som grundades 1909. Idag återstår ett mindre område intill Karlbergskanalen öster om Lilla Hornsberg medan merparten av koloniområdena bebyggts och används för andra ändamål. En av de största kolonierna var Stora Hornsbergs trädgårdskoloni, som anlades 1905 och revs 1940-1941. Flera av de gamla kvartersnamn som Lyckan, Lustgården, Paradiset med flera härrör från stadsplanen för Hornsbergs villastad.
År 1938 bildades stadsdelen "Stadshagen" då västra Kungsholmen delades i fyra nya stadsdelar; Stadshagen, Kristineberg, Fredhäll och Marieberg. Gränserna har sedan dess inte förändrats.

### Historiska bilder

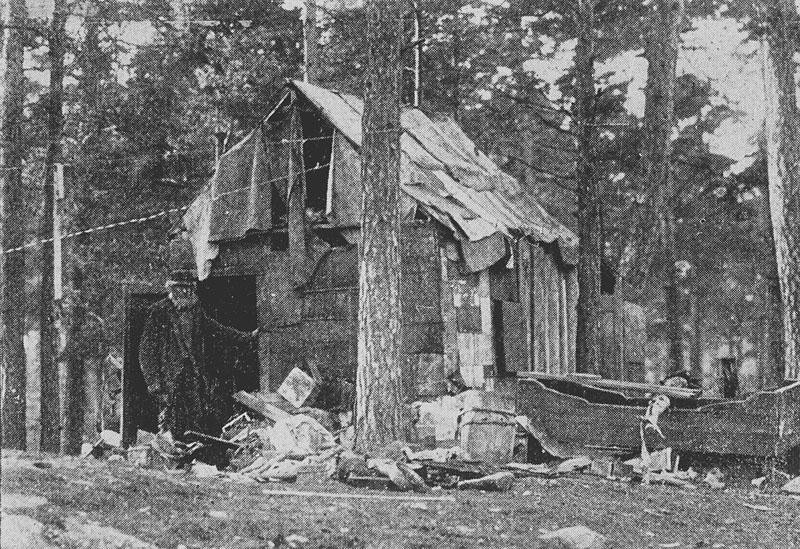
Skjul i Stadshagen, 1902
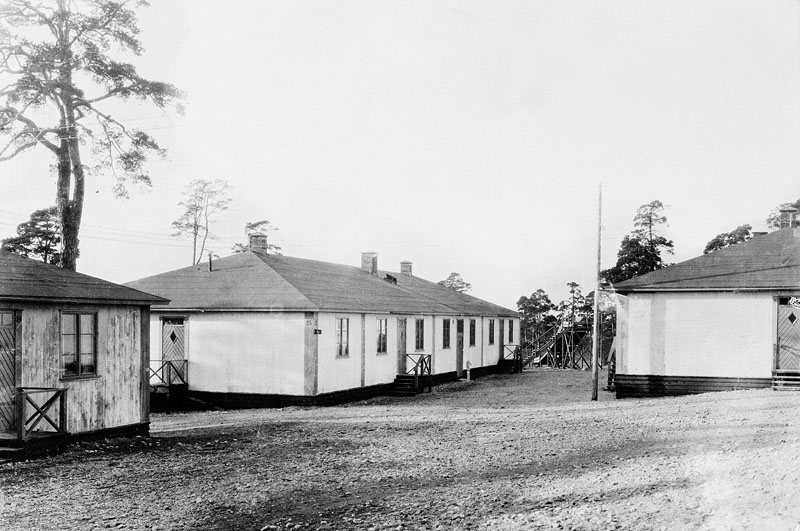
Bostadsbaracker, 1924
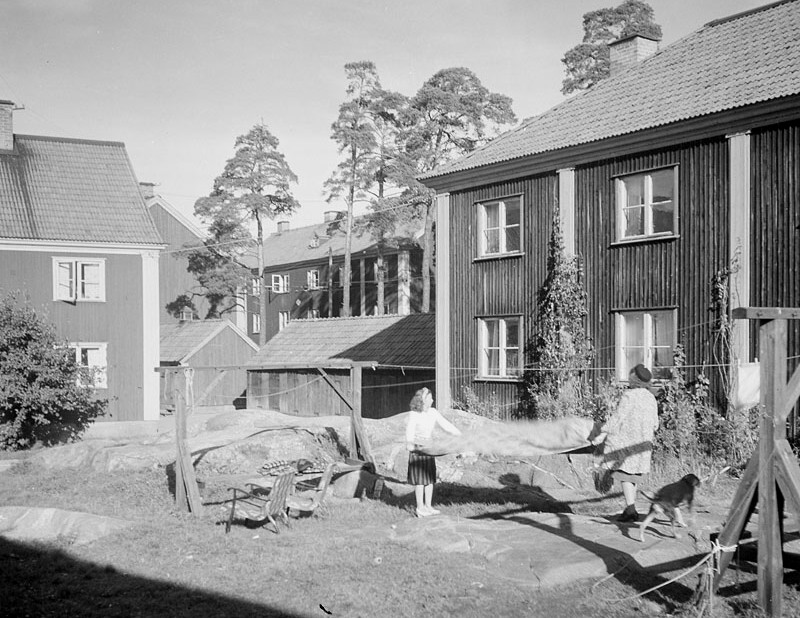
"Gamla Stadshagen", 1946
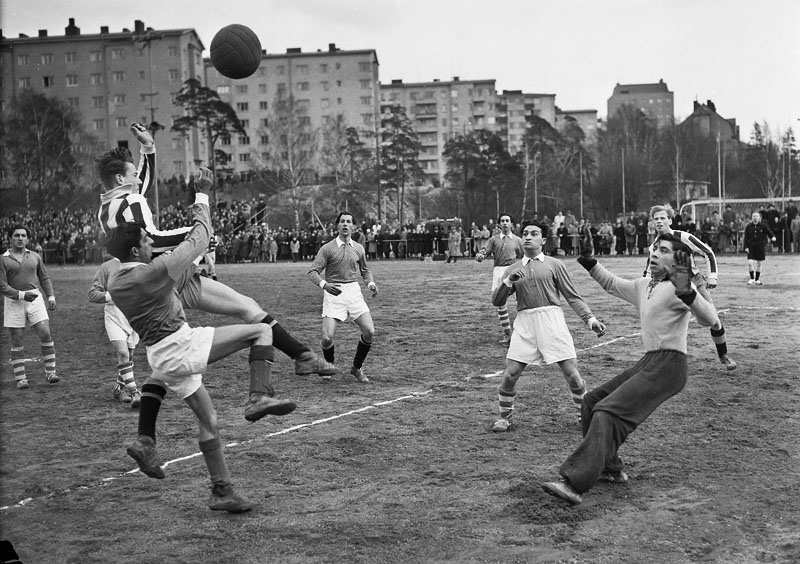
Stadshagens IP 1953

## Bebyggelse

### 1880- till 1920-talet
På 1890-talet var den centrala delen av Stadshagen fortfarande obebyggd. På grund av Stadshagsbergets höjd med 52 meter över havet anlades här 1885 en av Stockholms tidiga vattenreservoarer, som kallades Vattenborgen. Inte lång därifrån uppförde Sällskapet barnavård sitt hus 1915 för utbildning och omhändertagande av spädbarn. Under slutet av 1890-talet skapades enkla arbetarbostäder intill Lindhagensgatan, det så kallade "Holmiaområdet".
Det rådde svår bostadsbrist i Stockholm i början av 1900-talet och myndigheterna beslöt att snabbt skaffa fram billiga, enkla bostäder. Kring år 1900 byggdes envånings barackliknande nödbostäder i kvarteret Brynjan, vid  S:t Görans kyrka. De kallades "Skogshyddorna" och bestod av ett rum med kakelugn. Endast gavellägenheterna hade kök. Totalt skapades så cirka 40 lägenheter. Författaren Maria Sandel bodde i en av dessa. Skogshyddorna revs på 1960-talet. Ytterligare fyra baracker byggdes i kvarteret Drakdödaren, dessa kallades i folkmun för "Lusaskarna". Barackerna revs i mitten av 1930-talet för att ge plats åt nuvarande lamellhusbebyggelse.

### "Gamla Stadshagen"

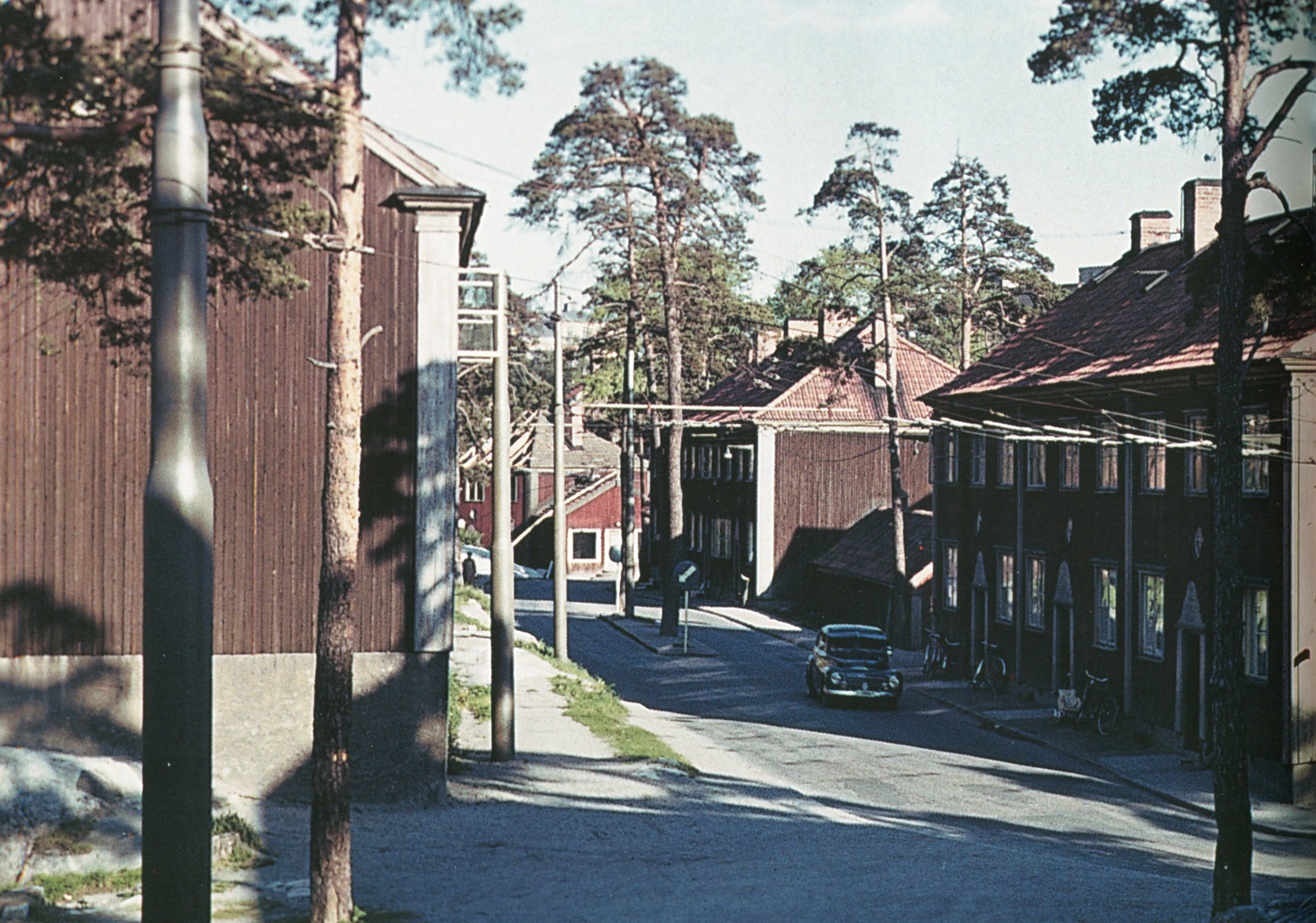
Arbetarbostäder i Gamla Stadshagen, 1955.

I juni 1917 började under Stockholms stads regi byggas nödbostäder i kvarteret Kyllet, på platsen för nuvarande kvarteret Gångaren. Husen blev inflyttningsklara på hösten samma år. Som arkitekt anlitades Sven Erik Lundqvist. Det rörde sig om 23 trähus i två våningar med 12-16 lägenheter om ett rum och kök à 35 m² i varje länga. Lägenheterna var utrustade enligt tidens standard: Vedspis och kakelugn för uppvärmning, dessutom gaskök och gasugn för matlagning samt vatten och avlopp. Avträde fanns på gården. 
Inom området, som påminde om gamla tiders brukssamhällen fanns butiker, sybehörsaffär, ved- och skrothandlare och en tidningskiosk. Det hela påminde något om ett brukssamhälle, där huslängorna stod lite kors och tvärs. I samband med att den nya stadsdelen "Stadshagen" bildades 1938 började arbetarbostäderna i kvarteret Kyllret att kallas av de boende "Gamla Stadshagen", i folkmun även något ironisk "Guldgrävarlägret". De sista husen revs i mitten av 1960-talet för att ge plats åt kontorshus och sjukhusbyggnader. Idag finns här bland annat Electrolux' huvudkontor.

### 1930-talet till 2000

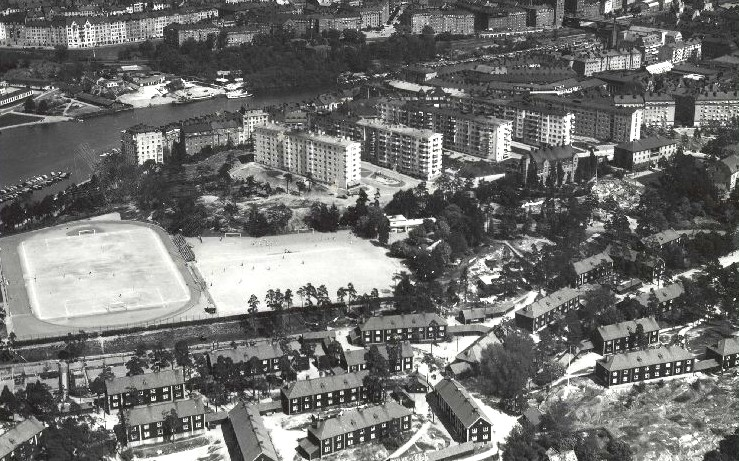
Gamla Stadshagen i förgrunden, Stadshagens IP i mitten och nya lamellhusbebyggelsen i bakgrunden. Foto: Oscar Bladh, 1939.

År 1931 invigdes Stadshagens IP och på Stadshagsbergets sluttning mot Karlbergskanalen fanns två hoppbackar, den "Stora" som var ungefär 22 meter hög och den "Lilla" med 10 meter.
Från och med 1934 stadsplanerades området på Stadshagsberget, öster om idrottsplatsen. Under 1930-talets senare hälft uppfördes här sex snedställda lamellhus med sex till sju våningsplan. Mellan dessa anlades Stadshagsplan och John Bergs plan. Mellan dessa ligger kvarteret Vattenborgen som påminner om vattenreservoaren, Stadshagens vattenborg. Bostadshuset i detta kvarter uppfördes 1936 efter ritningar av arkitekt Björn Hedvall. Under andra världskriget utsprängdes ett stort skyddsrum under Stadshagsberget med ingång från Igeldammsgatan. Det heter numera Igeldammsgaraget och nyttjas för långtidsparkering.
Söder om bebyggelsen på Stadshagsberget invigdes 1947 kollektivhuset Kvinnohemmet efter ritningar av arkitekt Carl Melin. Med sina 14 våningar och det gula fasadteglet har byggnaden blivit ett välkänt inslag i västra Kungsholmens stadsbild.
År 1933 begravdes experimentet med Hornsbergs villastad definitivt. Då antogs en ny stadsplan, som avsatte i princip hela Hornsberg för industri- och kontorsändamål. På 1960-, 1970- och 1980-talet bebyggdes kvarteren Paradiset, Lyckan, Gladan och Lustgården med stora kontors- och industrihus. Industrihuset i Gladan 7 (Warfvinges väg 28) uppfördes 1951-1953 efter ritningar av Ralph Erskine. Sedan mitten av 1960-talet skär Essingeleden genom området, upphöjd på en viadukt.

### Nutida bilder

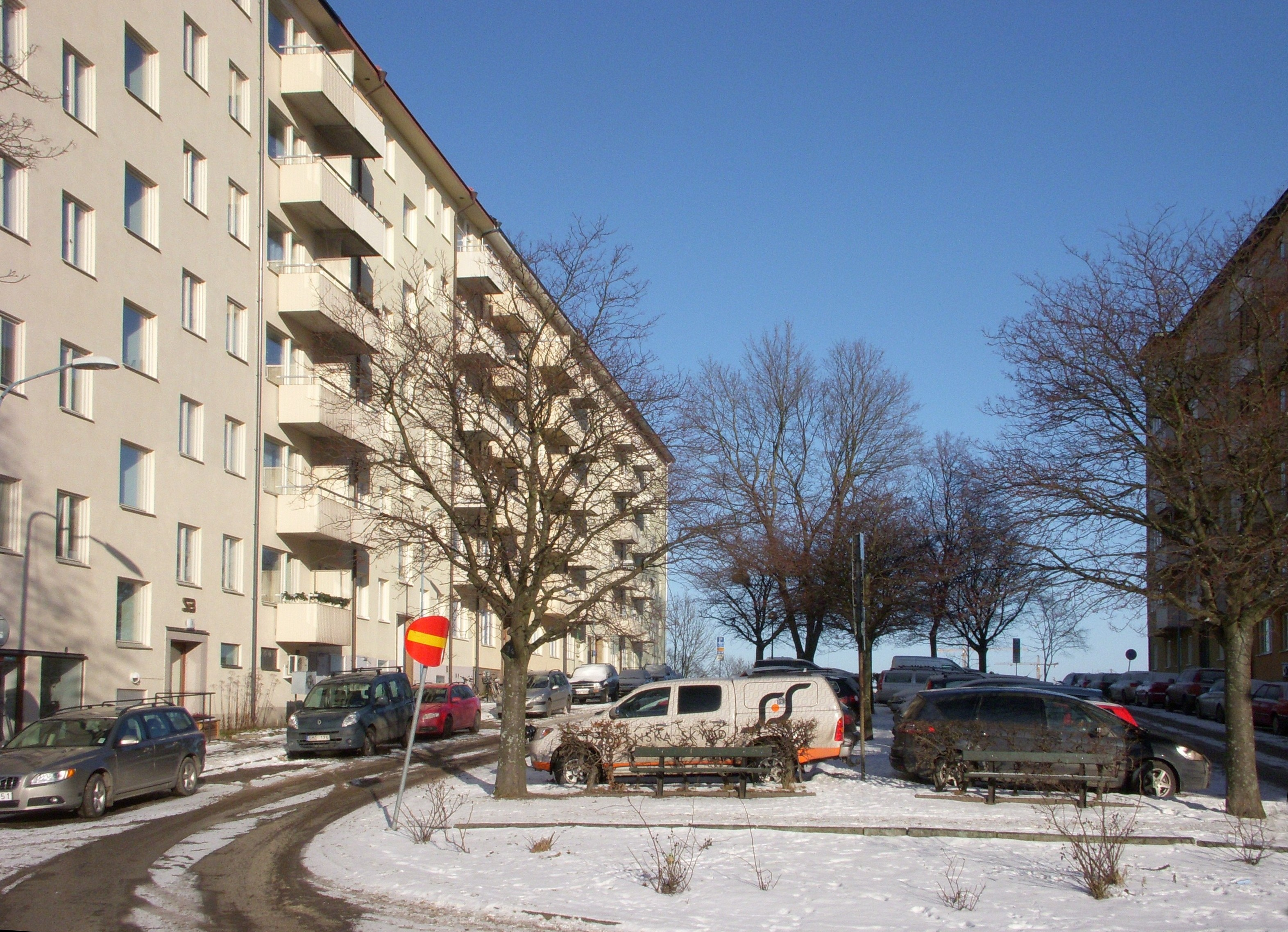
John Bergs plan
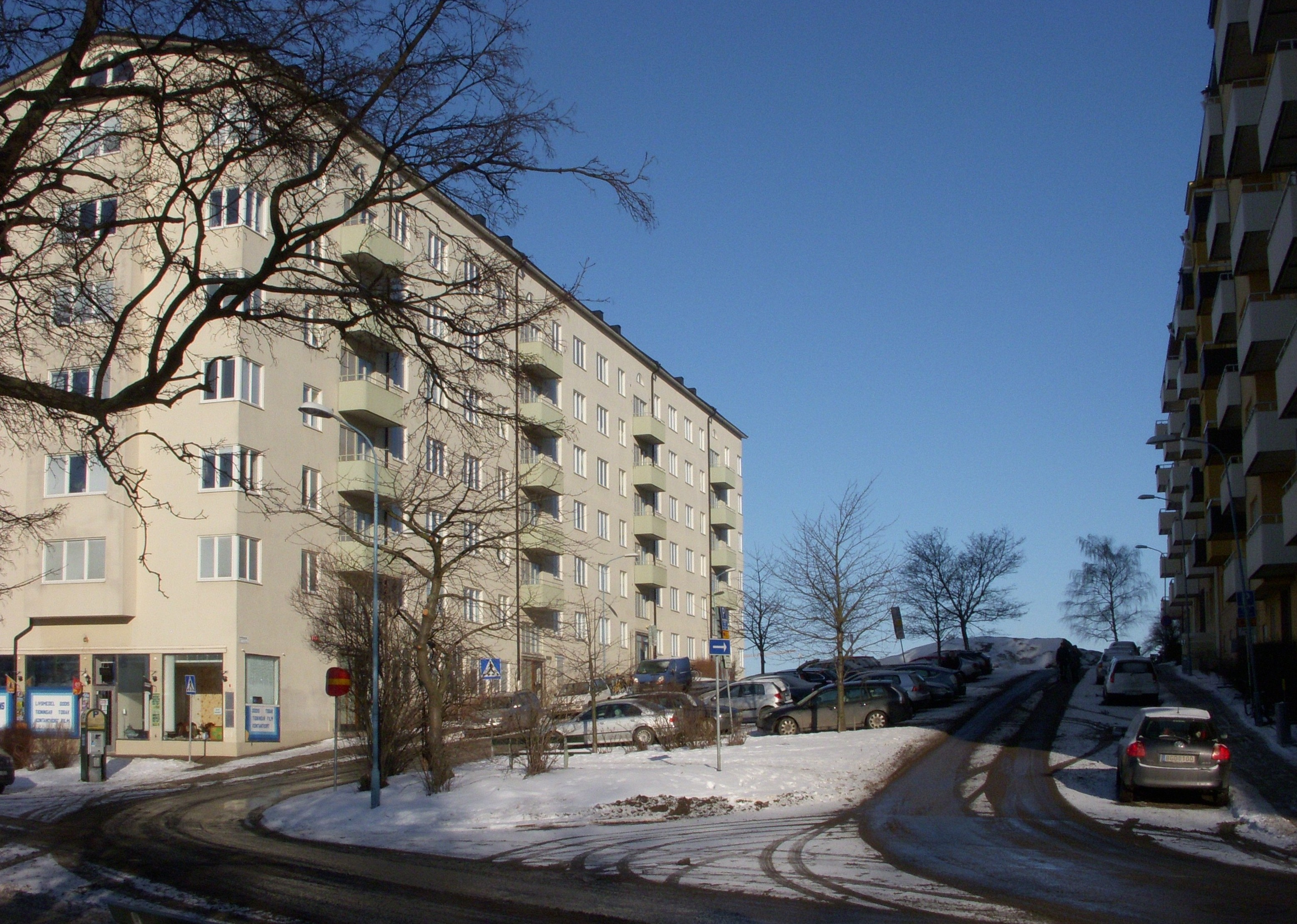
Stadshagsplan
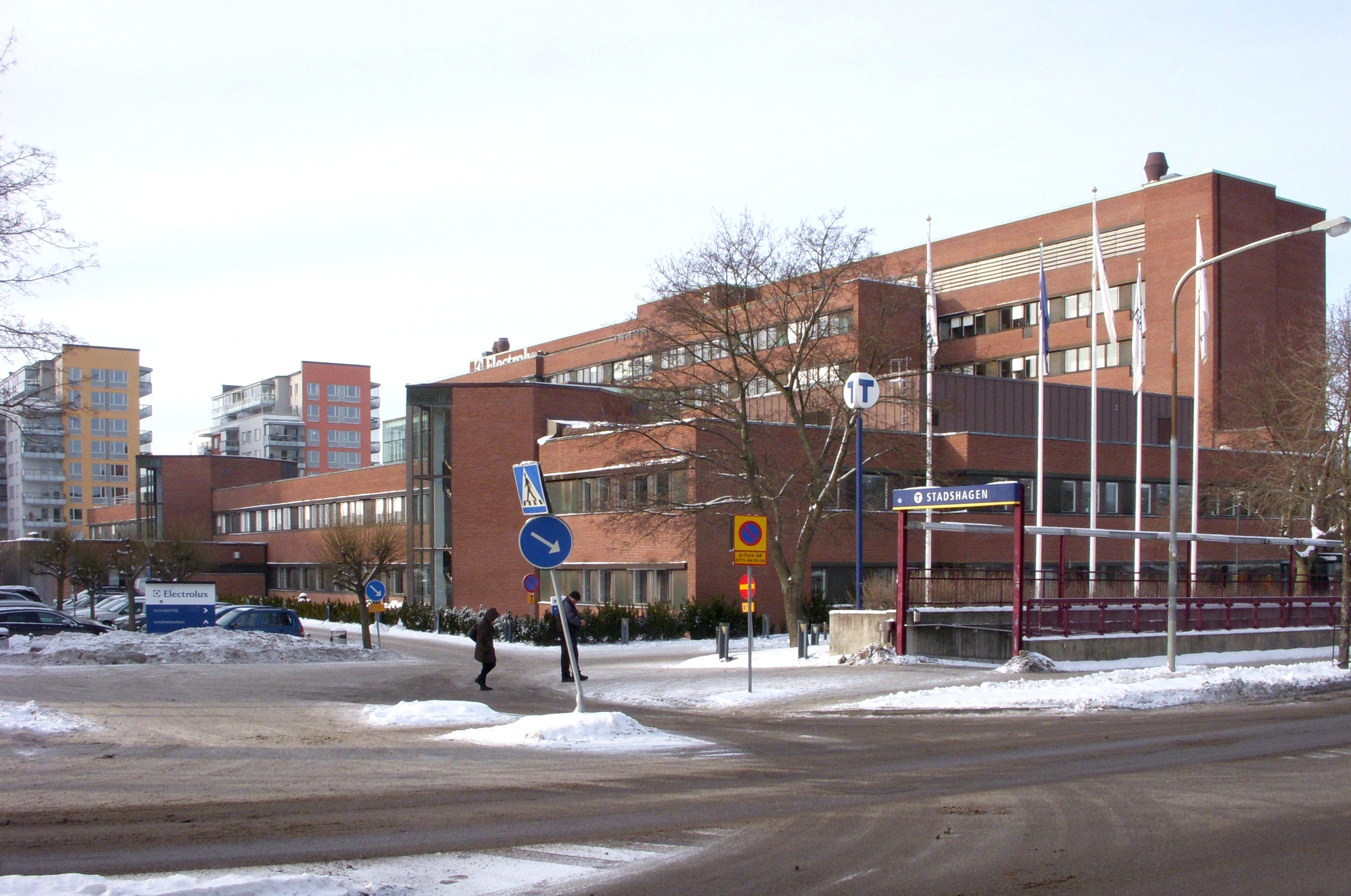
Electrolux' huvudkontor
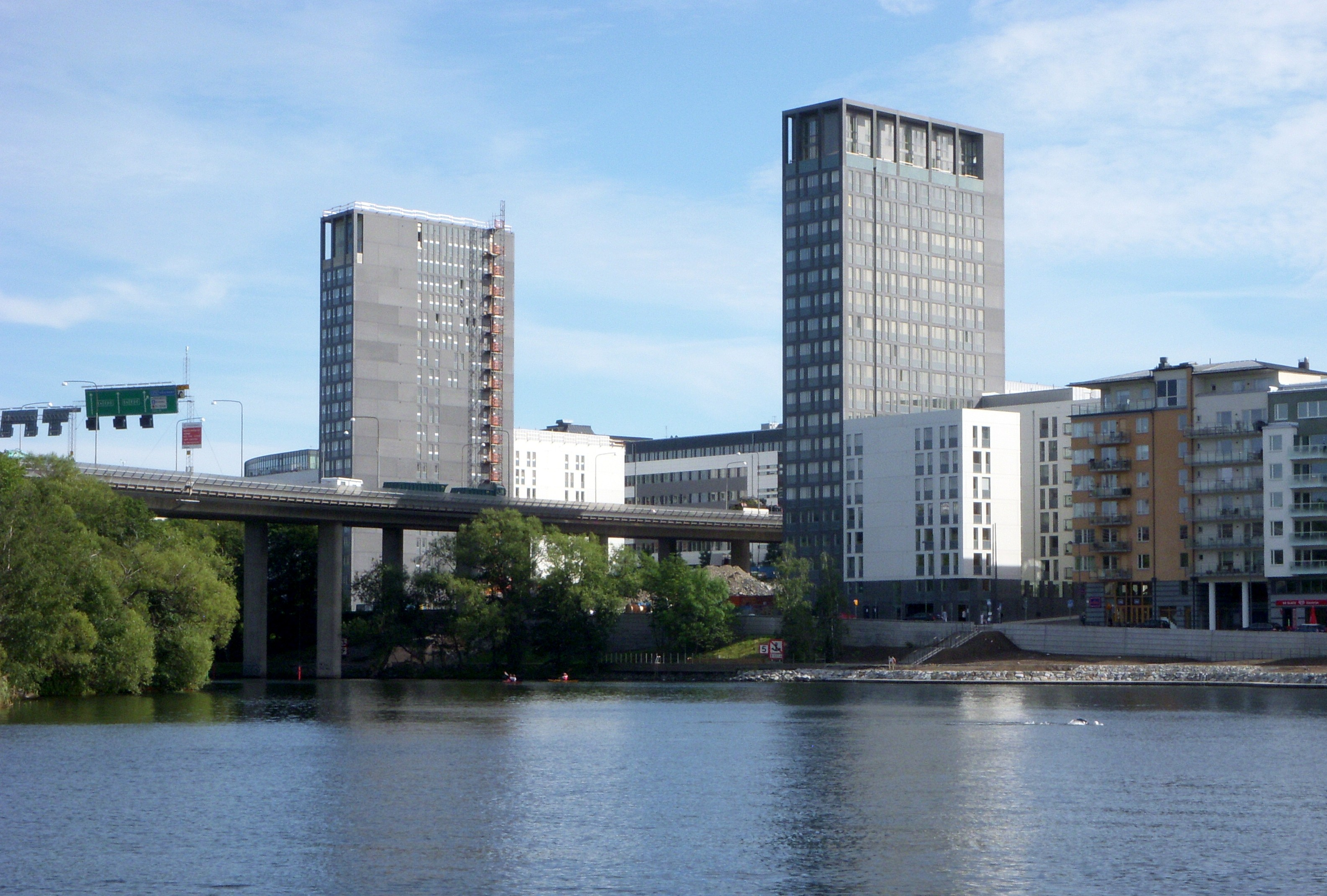
Kvarteret Brovakten

### Stadsutvecklingsprojektet Lindhagen

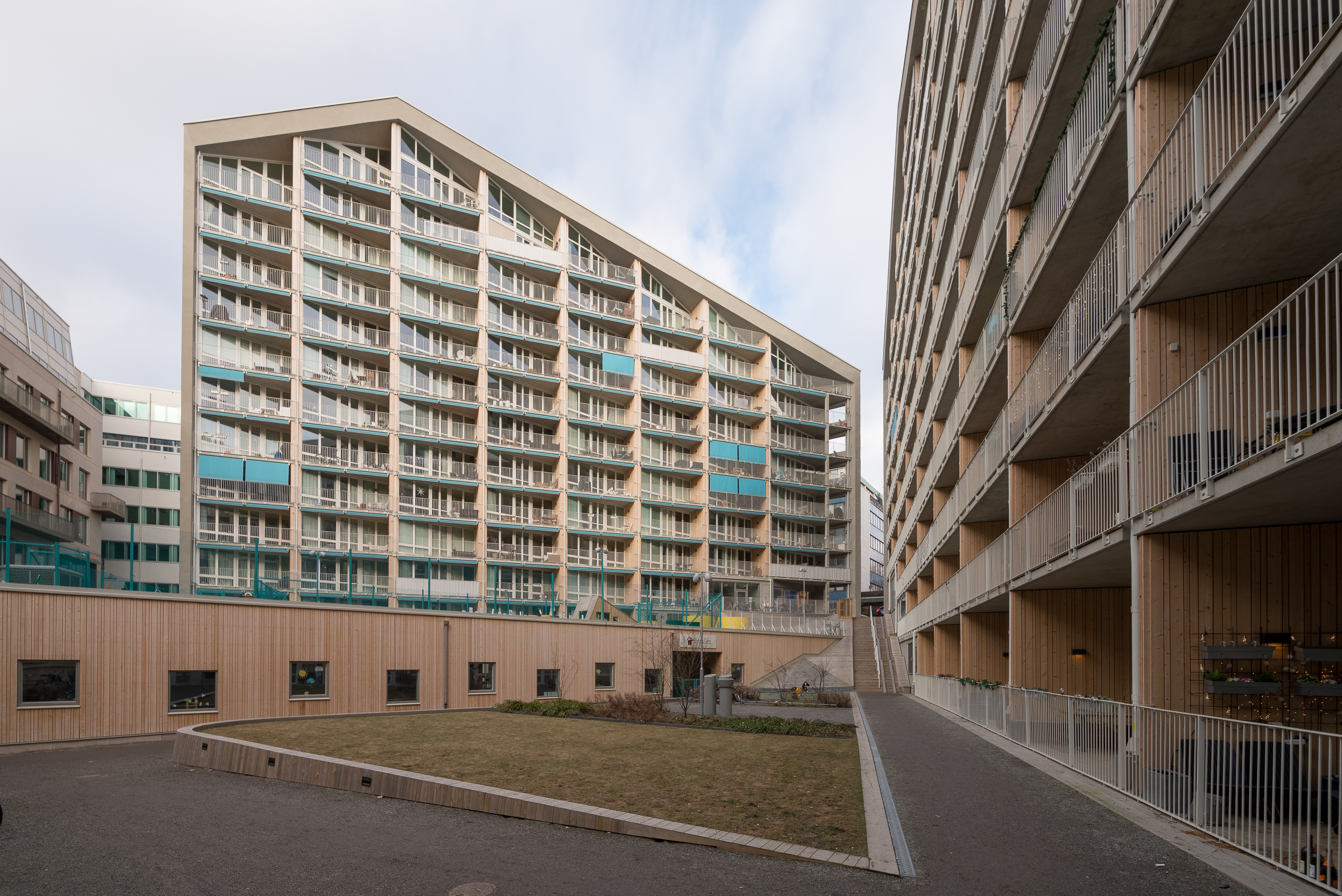
Bostadshus i kvarteret Lustgården byggt 2013-2015..

Stadsutvecklingsprojektet Lindhagen (uppkallad efter stadsplaneraren Albert Lindhagen) beslöts 1999 och inleddes år 2005 med att Lindhagensgatan fick nya alléträd. De första nya bostäderna färdigställdes 2006 i hörnet Sankt Göransgatan och Mariebergsgatan i kvarteret Gångaren där en yta som tidigare varit parkeringsplats för Sankt Görans sjukhus bebyggdes med 200 lägenheter. Det fanns även planer att uppföra 400 lägenheter på platsen för Stadshagens IP, men efter protester skrinlades dessa idéer.
I norra delen av området finns Hornsbergs strand, där en rad bostadskvarter byggs sedan den sista tunga industrianläggningen, Hornsbergs asfaltverk, revs. Bland kvarteren som ingick i projektet finns Brovakten, Lusten, Lustgården, Gångaren och Paradiset. Området färdigställdes 2012 med cirka 1 200 nya bostäder.

## Byggnader och anläggningar i urval

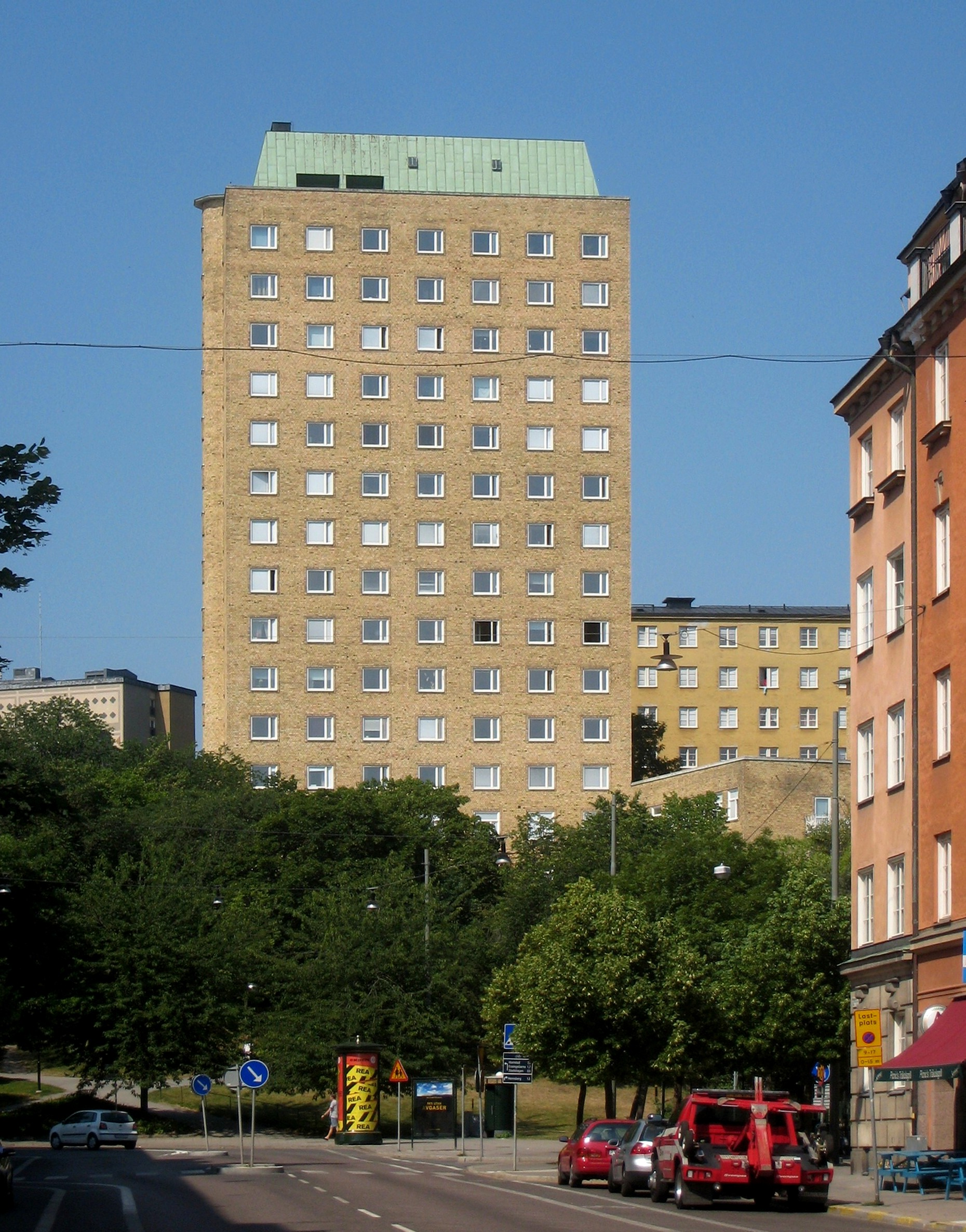
Kvinnohemmet, vy från Fleminggatan, 2010.

(I alfabetisk ordning)
- Finsenhemmet
- Gladan 7
- Gula Villan
- Guldgrävarlägret
- Hornsbergs asfaltverk
- Hornsbergs strand
- Karlbergs-Bro koloniförening
- Kvarteret Brovakten
- Kvarteret Lusten
- Kvinnohemmet
- Lilla Hemmet
- Lilla Hornsberg
- Lindhagens Centrum
- Lustgården 14
- Mariedal
- Nelly Sachs park
- Sankt Görans kyrka, Stockholm
- Sankt Görans sjukhus
- Stadshagens IP
- Stadshagsgården
- Sällskapet barnavård
- Vattenborgen

## Demografi
År 2017 hade stadsdelen cirka 8 500 invånare, varav cirka 28,8 procent med utländsk bakgrund.